# スマーチル
アニメーションやゲームなどの背景美術・コンセプトアートを主な事業内容とした日本の企業。

## 概要
2021年に株式会社スマーチルとして始動。

## 主な参加作品

### アニメーション
- 劇場版 デュエルマスターズ 炎の絆（美術監督・背景）2009
- 劇場版 装甲騎兵ボトムズ Case;IRVINE（美術設定・美術監督・背景）2009
- リタとナントカ（美術監督・背景）2010
- 劇場版 コードギアス 反逆のルルーシュ II 叛道（背景）2013
- とある飛空士の恋歌（美術設定・美術監督・背景）2014
- 劇場版 アンパンマン　りんごぼうやとみんなの願い（背景）2014
- 劇場版 宇宙兄弟（背景）2014
- 島耕作のアジア立志伝（美術監督・背景）2014
- どーにゃつ（美術監督・背景）2014
- ガンダムさん（美術監督・背景）2014
- 異能バトルは日常系のなかで（美術設定・美術監督・背景）2014
- 実は私は（美術設定・美術監督・背景）2014
- アニメ（ーター）見本市・世界の国からこんにちは（美術監督・背景）2015
- クオリディア・コード（美術設定・美術監督・背景）2015
- 攻殻機動隊ARISE PYROPHORIC CULT（美術監督・背景）2015
- Fate/Grand Order -First Order-（美術監督・背景）2016
- 打ち上げ花火、下から見るか? 横から見るか?（背景）2017
- 劇場版 エウレカセブン（背景）2017
- サイコパス＜狡噛編＞（美術監督・背景）2017
- 劇場版 はいからさんが通る 後編～花の東京大ロマン～（美術設定・美術監督・背景）2017
- エガオノダイカ（美術監督）2018
- 僕のヒーローアカデミア THE MOVIE ヒーローズ:ライジング（背景）2018
- 劇場版 シティーハンター ＜新宿プライベート・アイズ＞（背景）2018
- 劇場版 シドニアの騎士（背景）2019
- ゼノンザード THE ANIMATION 第0話（美術監督・背景）2019
- ぶらどらぶ（美術設定・美術監督・背景）2020
- セスタス（美術ボード）2021
- 爆丸レジェンズ（美術監督・背景）2021
- 劇場版 君を愛したひとりの僕へ（美術設定・美術監督・背景）2022
- 劇場版 ブルーサーマル（背景・2Dテクスチャ）2022
- ノケモノたちの夜（美術監督・背景）2023
- 狂気山脈 パイロットフィルム（美術監督・背景）2023
- 劇場版 好きでも嫌いでもないあまのじゃく（背景）2023
- Crunchyroll　IndiaCM　（美術監督・背景）2024
- この素晴らしい世界に祝福を！3（背景）2024
- 甘神さんちの縁結び（背景）2024
- ギルドの受付嬢ですが残業が嫌なのでボスをソロ討伐しようと思います（美術設定・美術監督・背景）2025
- Crunchyroll　IndiaCM　（美術監督・背景）2025
- Dr.STONE（美術設定・OP背景）2025
- ガンバレ！中村くん！！（美術設定）2025